# Ostbrasilienguan

Verbreitungsgebiet des Ostbrasilienguans

Der Ostbrasilienguan (Ortalis araucuan), Syn. Penelope araucuan ist eine Vogelart aus der Ordnung der Hühnervögel (Galliformes).
Die Art wurde als Unterart (Ssp.) des Tüpfelguans (O. guttata) angesehen, auch als konspezifisch mit dem Motmotguan (O. motmot) und Gelbbrauenguan (O. superciliaris).
Der Vogel ist endemisch in Brasilien und kommt vom Rio Grande do Norte und Pernambuco südlich bis Minas Gerais und Espírito Santo vor.
Der Lebensraum umfasst bewaldete Flächen, einschließlich Sekundärwald, Caatinga und Restinga sowie Mata Atlântica.
Der Artzusatz kommt von der Bezeichnung „Aracuā“ für einen schnellen Vogel in den Tupí-Sprachen Südamerikas.

## Merkmale
Die Art ist etwa 50 cm groß und hat eine matt rotbraune Färbung der Kopfkappe und des Nackens, die in Braun der Oberseite übergeht, der Bürzel ist etwas rotbraun überhaucht. Der Kehllappen ist rot, Kehle und Brust sind dunkelbraun mit auffallenden weißen Federspitzen, die übrige Unterseite ist weiß, der Steiß ist ockerfarben.
Die Iris ist dunkelbraun, die breite unbefiederte Haut um das Auge herum ist schiefer-blau. Der Schnabel grau-blau, die Beine sind dunkel rosarot bis grau.
Die Geschlechter unterscheiden sich kaum, die Federspitzen an Kehle und Brust sind beim Männchen eher gelbbraun. Jungvögel sind insgesamt brauner gefiedert.
Die Art unterscheidet sich vom Tüpfelguans (O. guttata) durch eine wesentlich weniger kastanien-rotbraune Färbung der Unterschwanzseite, durch mehr rotbraun gefärbten Bürzel und durch mehr bräunliche Fiederung des Scheitels. Vom Kolumbienguan (O. columbiana) ist die Art durch wesentlich geringere Größe, durch breitere Schuppenzeichnung der brauneren Brust, durch matt rotbraune Kopfkappe und Brauntöne der Oberseite zu unterscheiden, vom Schuppenguan (O. squamata) durch die Färbung des Scheitels und der hinteren Kopfseiten, durch die weiße bis weißliche Färbung des Bauches und durch den ockerfarbenen Steiß.

## Geografische Variation
Die Art ist monotypisch.

## Stimme
Der Ruf wird als wiederholtes „re-a-tok“ beschrieben und unterscheidet sich deutlich vom fünf-silbigen Ruf des Tüpfelguans.

## Lebensweise
Die Art ist vermutlich ein Standvogel.
Die Nahrung besteht unter anderem aus Früchten, die in kleinen Gruppen gesucht werden, die auch beisammen zur Nachtruhe sitzen.
Das Gelege besteht aus 3 matt weißen Eiern, die im Abstand eines Tages gelegt werden und über 29–30 Tage bebrütet werden.

## Gefährdungssituation
Der Bestand gilt als „nicht gefährdet“ (Least Concern).